# Респонсорное пение
Респонсо́рное пе́ние — хоровое (ансамблевое) пение, в котором попеременно звучат хор (ансамбль) и солист. 

## Краткая характеристика
Согласно современной точке зрения (Т.Бейли) респонсорное пение использовалось уже в распевании псалмов у древних евреев. Первое свидетельство о респонсорном пении на Западе традиционно приписывают Исидору Севильскому (VII в.). У католиков респонсорно пелись различные респонсории оффиция (службы часов), прежде всего, большой респонсорий утрени (responsorium prolixum), а также градуал (иначе именуемый responsorium missae, «респонсорием мессы»), офферторий, аллилуйя мессы. Сольные разделы респонсорных жанров в католическом обиходе написаны, как правило, в мелизматическом стиле; их исполнение предполагает специальную (профессиональную) подготовку и техническое мастерство певчего. Респонсорная псалмодия существовала и в древнем византийском обиходе. В русском православном обиходе принципиально нет традиции сольного (пышного, «изобразительного») пения и нет респонсорных жанров / форм. Наследником византийской респонсорной псалмодии можно до известной степени считать прокимен, где хоровой распев стихов псалма чередуется с псалмодией солиста.
Респонсорное пение, таким образом, следует отличать от респонсория как жанра (формы) в католическом оффиции, хотя происхождение этого «респонсория» связано (в том числе и этимологически) с «респонсорным пением». В этномузыковедении термин «респонсорное пение» стал употребляться в типологическом смысле и ныне относится к соответствующему типу хорового исполнения в различных музыкальных культурах — письменных и устных, например, у нигерийского народа йоруба, в индуистских киртанах, в спиричуэл афроамериканцев, в нганасанских обрядовых песнях и у многих других народов.